# Пирхан, Эмиль
Эмиль Пирхан Старший (нем. Emil Pirchan der Ältere); 18 мая 1844, Свята-Катержина — 22 июня 1928[…], Вена) — австрийский художник-академист.

## Биография
Эмиль Пирхан родился в посёлке Свята-Катержина (ныне часть населённого пункта Шебров-Катержина) к северу от Брно.
Был последним учеником Карла Раля, который назвал его своим лучшим учеником. Благодаря своему незаурядному таланту, в возрасте 16 лет был принят в Венскую академию художеств, где учился с 1860 по 1865 год.
С 1874 по 1892 год он работал в городской средней школе Брно. В 1878 году, в знак признания его художественных достижений, получил годичный отпуск для учебной поездки в Италию, посетил Флоренцию, Рим и Венецию. Оттуда привез множество работ. Во Флоренции подружился со швейцарским художником Арнольдом Бёклином.
Написал картину «Девушка из-за границы», которая была выставлена в Венском художественном объединении в 1881 году и удостоена премии Kaiserpreis. Историческая картина «Император Иосиф II пашет возле Славиковица» нашла широкое признание, так как была воспроизведена в школьных учебниках, а его картина «Умирающий Спаситель» была представлена более чем на 30 специальных выставках. Был представлен на выставках Австрийского художественного общества, Künstlerhaus в Вене, Мюнхенской юбилейной выставке (1888) и Дрезденской академической выставке (1889). Являлся членом Австрийской ассоциации художников, Вена.
Эмиль Пирхан был женат на Каролине, урождённой Эдле фон Стерништи (21 мая 1864 г. в Пржизрженице близ Брно — 19 апреля 1945 г. в Вене). У них было двое детей: Эмиль Пирхан (27 мая 1884 г. в Брно — 20 декабря 1957 г. в Вене) и Эльза Пирхан (14 апреля 1885 г. в Брно — 12 апреля 1970 г. в Вене).
Похоронен на Хитцингском кладбище.

## Галерея работ

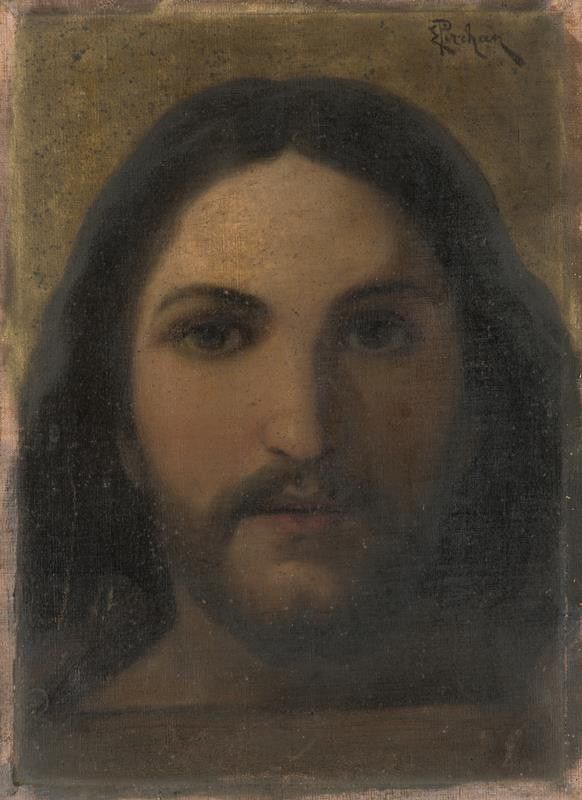
Голова Христа (чеш. Hlava Krista), 1890
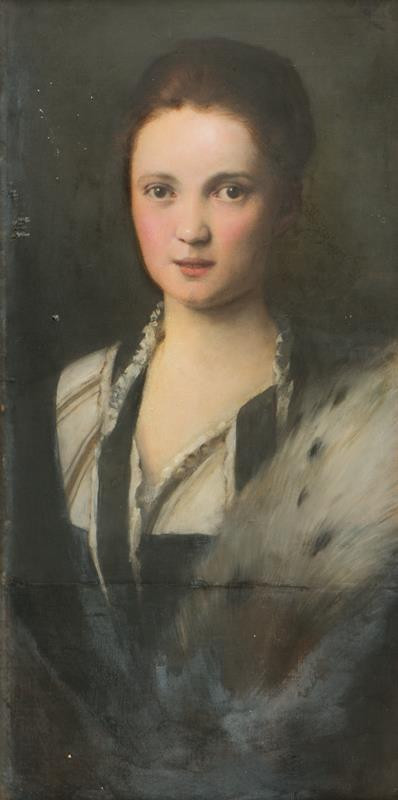
Портрет Эт. Соффе (чеш. Podobizna Et. Soffé), 1905
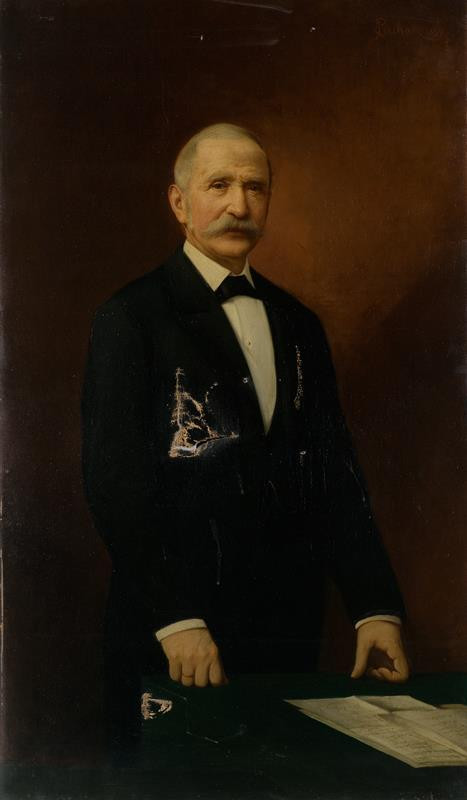
Портрет Юлиуса фон Гомперца (чеш. Podobizna Julia Gomperze), 1899
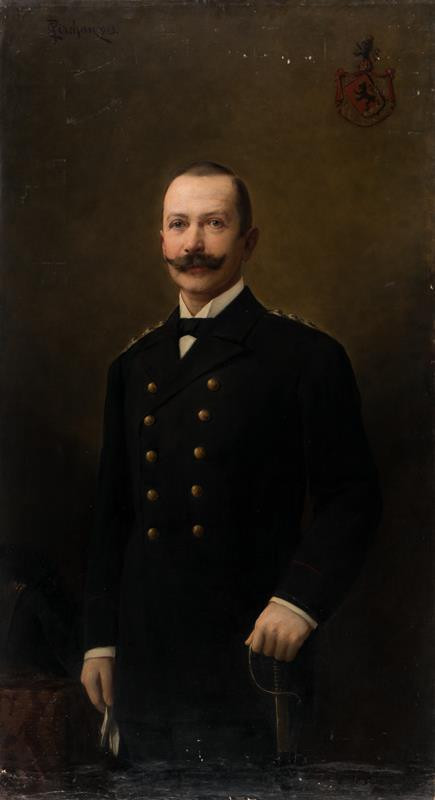
Портрет моравского наместника[чеш.] графа Карла  Жеротина[чеш.] с гербом (чеш. Podobizna místodržitele hraběte Zierotina s erbem), 1903
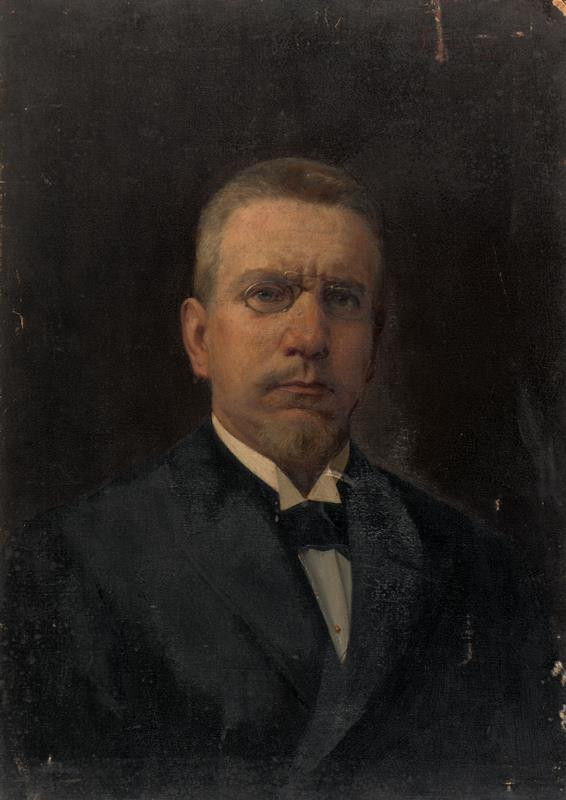
Портрет мужчины средних лет с короткой стрижкой и в пенсне (Рудольф Рорер[чеш.]) (чеш. Podobizna muže středních let s krátkým účesem a s cvikrem), 1895
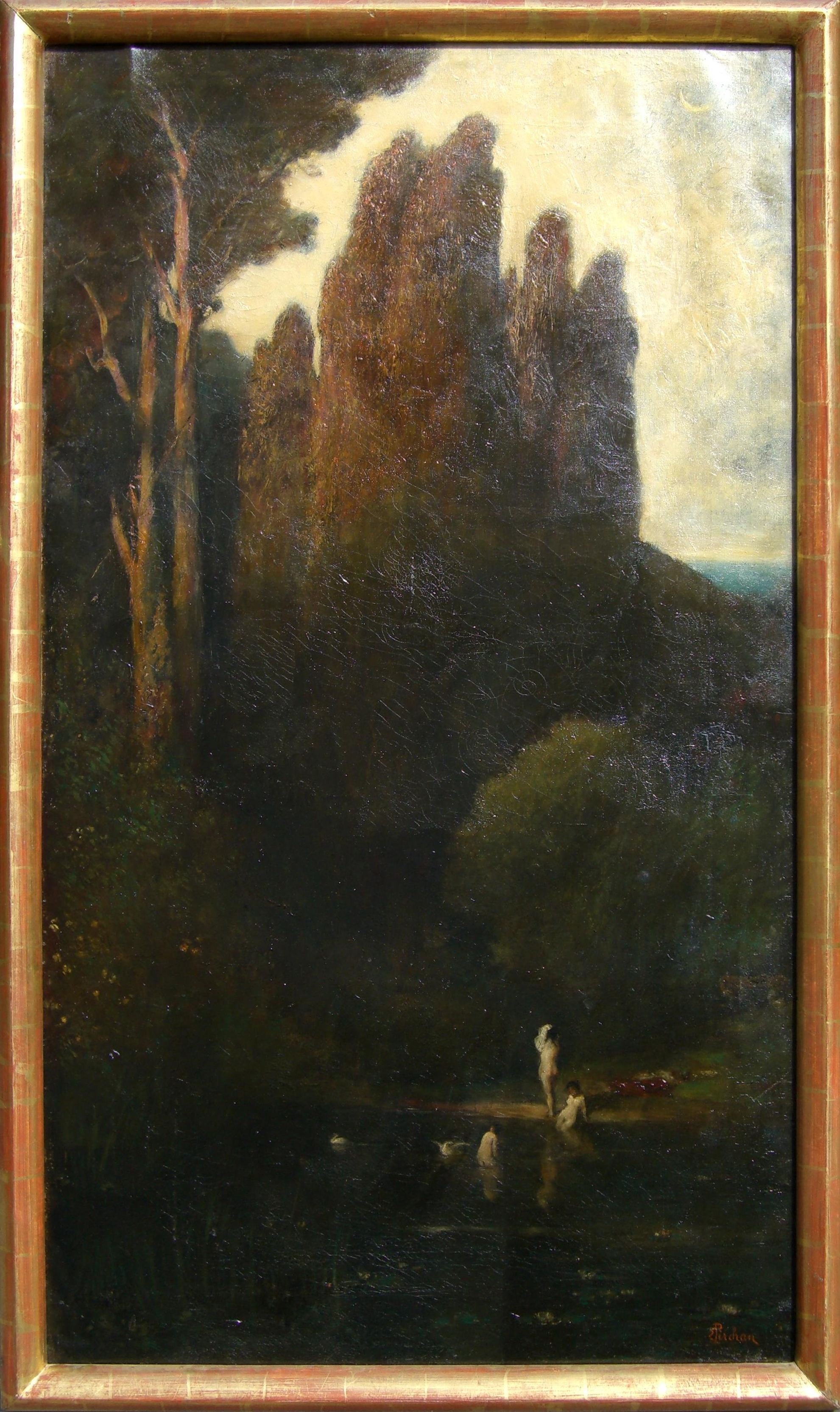
Пейзаж с девушками, купающимися в лесном озере (нем. Landschaft mit badenden Mädchen an einem Waldteich), ок. 1900
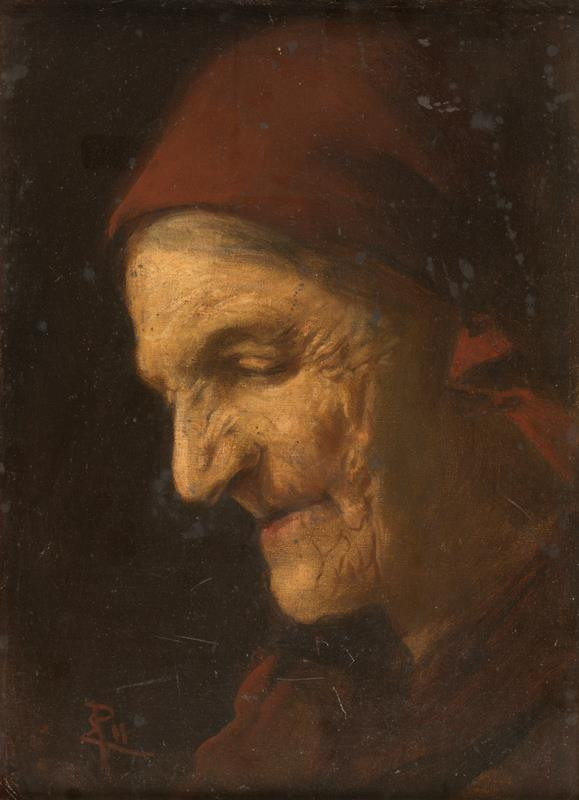
Голова старухи (этюд) (чеш. Stařenka, studie hlavy), не датировано
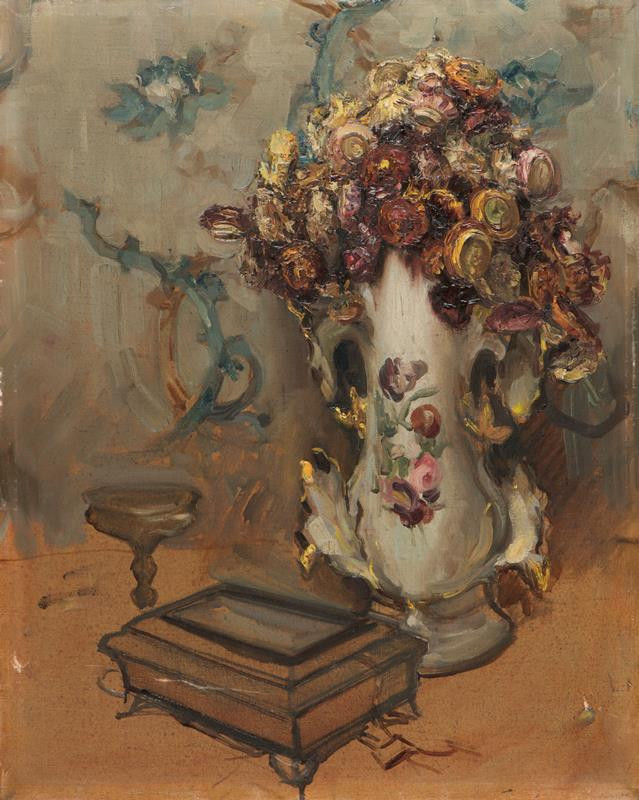
Натюрморт с вазой  (чеш. Zátiší s vázou), не датировано